# Фабер, Джордж Стэнли
Джордж Стэнли Фабер (англ. George Stanley Faber; 25 октября 1773, Колверли, Йоркшир, Англия — 27 января 1854) — английский богослов.

## Биография
Старший сын Томаса Фабера, викария деревни Колверли (Йоркшир, Англия; в настоящее время вошла в границы Лидса), и Анны Фабер, дочери преподобного Дэвида Трависса. Учился в грамматической школе Хипперхолма близ Галифакса, затем поступил в Университетский колледж Оксфорда. 10 июня 1789 года принят на первый курс университета, будучи ещё 16-летним юношей. В 19 лет получил степень бакалавра искусств. 3 июля 1793 года принят в качестве преподавателя в Линкольн-колледж. Степень магистра искусств получил в 1896 году. В 1801 году работал в администрации университета и читал Бамптоновские лекции, которые были изданы под заглавием Horæ Mosaicæ. В 1803 получил степень бакалавра богословия.
31 мая 1803 года женился на Элизе Софии Скотт-Уорринг, младшей дочери майора Джона Скорра-Уорринга из Инса в Чешире. Следующие два года был в отпуске, помогая отцу в приходе Колверли. В 1805 году назначен викарием в Стоктон-он-Тис. С этой должности ушёл через три года, возглавив приход в Редмаршалл в том же графстве Дарем. В 1811 году получил в ведение приход Лонгньютон в том же графство и оставался на этом месте следующий 21 год. В 8130 году получил должность пребенды в Солсберийском соборе, в 1832 году, после ухода из Лонгньютона, возглавил госпиталь Христа в Шерберне. На этом месте тратил заметную часть собственного дохода на содержание госпиталя и после смерти оставил его в превосходном состоянии.

## Важнейшие труды
- «Dissertation on the mysteries of the Cabiri or the Great Gods of Phoenicia» (1803);
- «The Origin of Pagan Idolatry» (1806);
- «Sacred calendar of Prophecy» (1828);
- «Apostolicity of Trinitarianism» (1832);
- «Election» (1842);
- «Papal Infal libility» (1851).